# 雙鍊遠環蚓
雙鍊遠環蚓（学名：Amynthas bilineatus）为巨蚓科遠環蚓屬下的一个种。